# Kapel Hemersbach

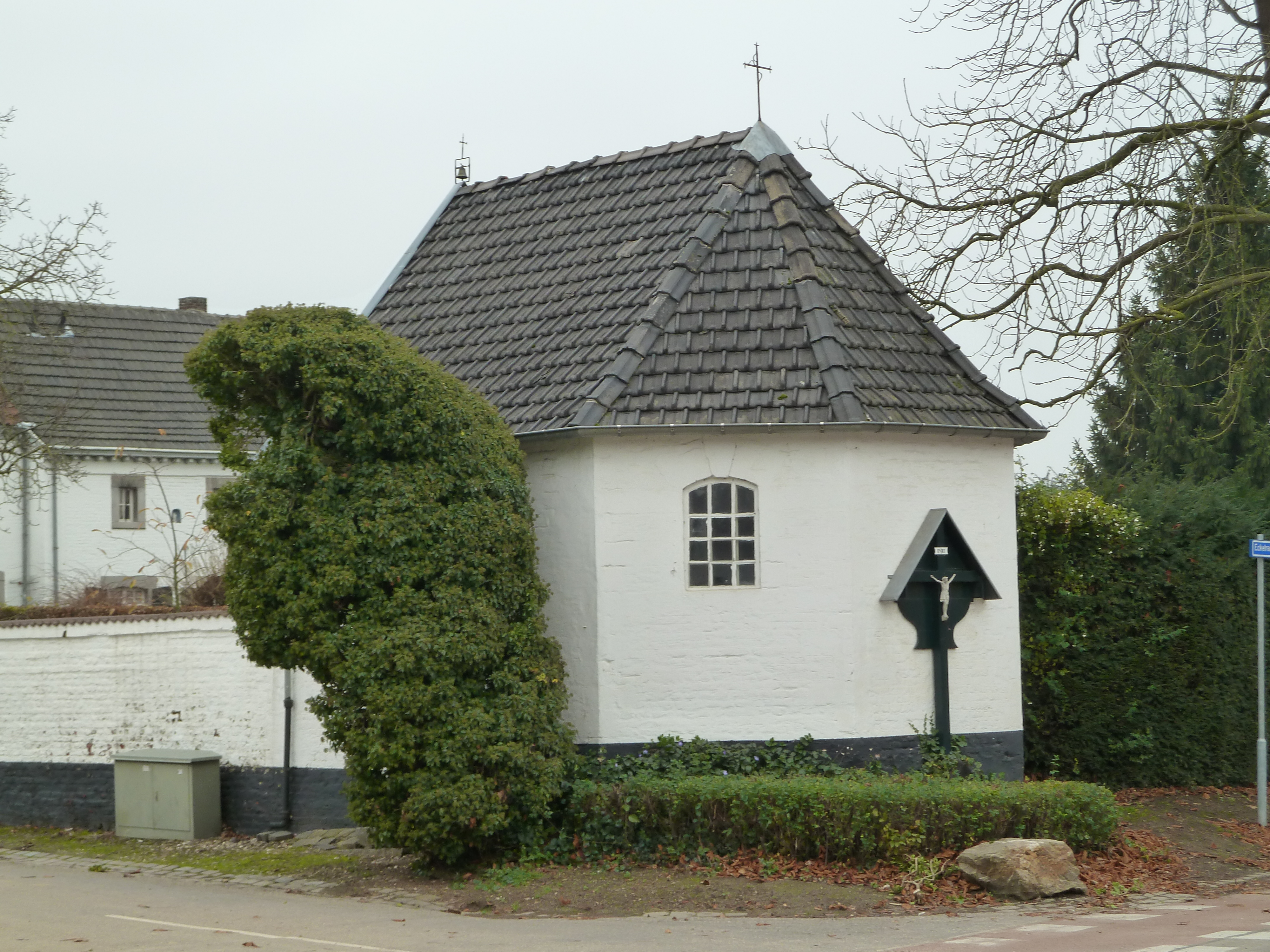
Kapel Hemersbach

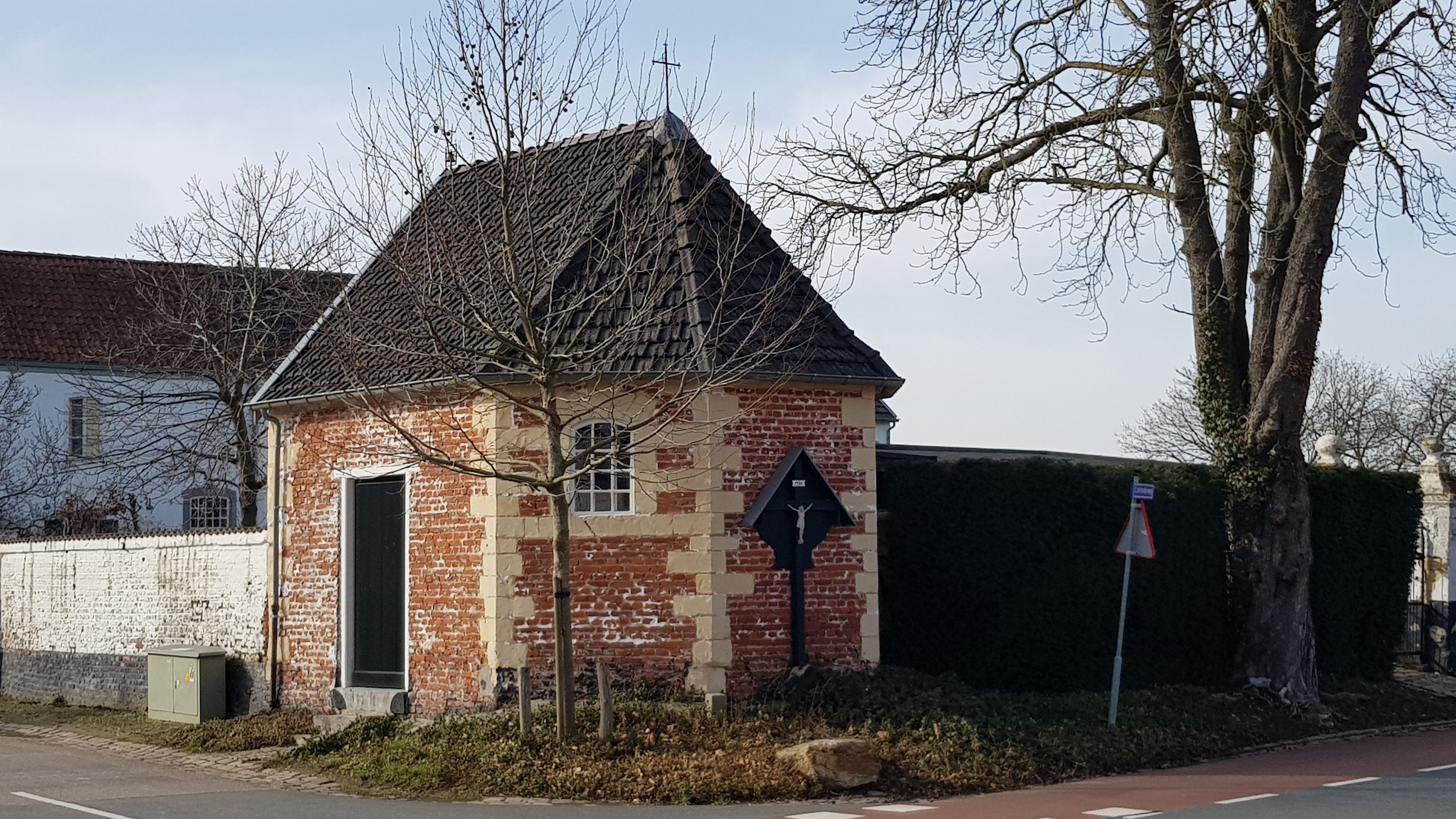
De kapel in februari 2021

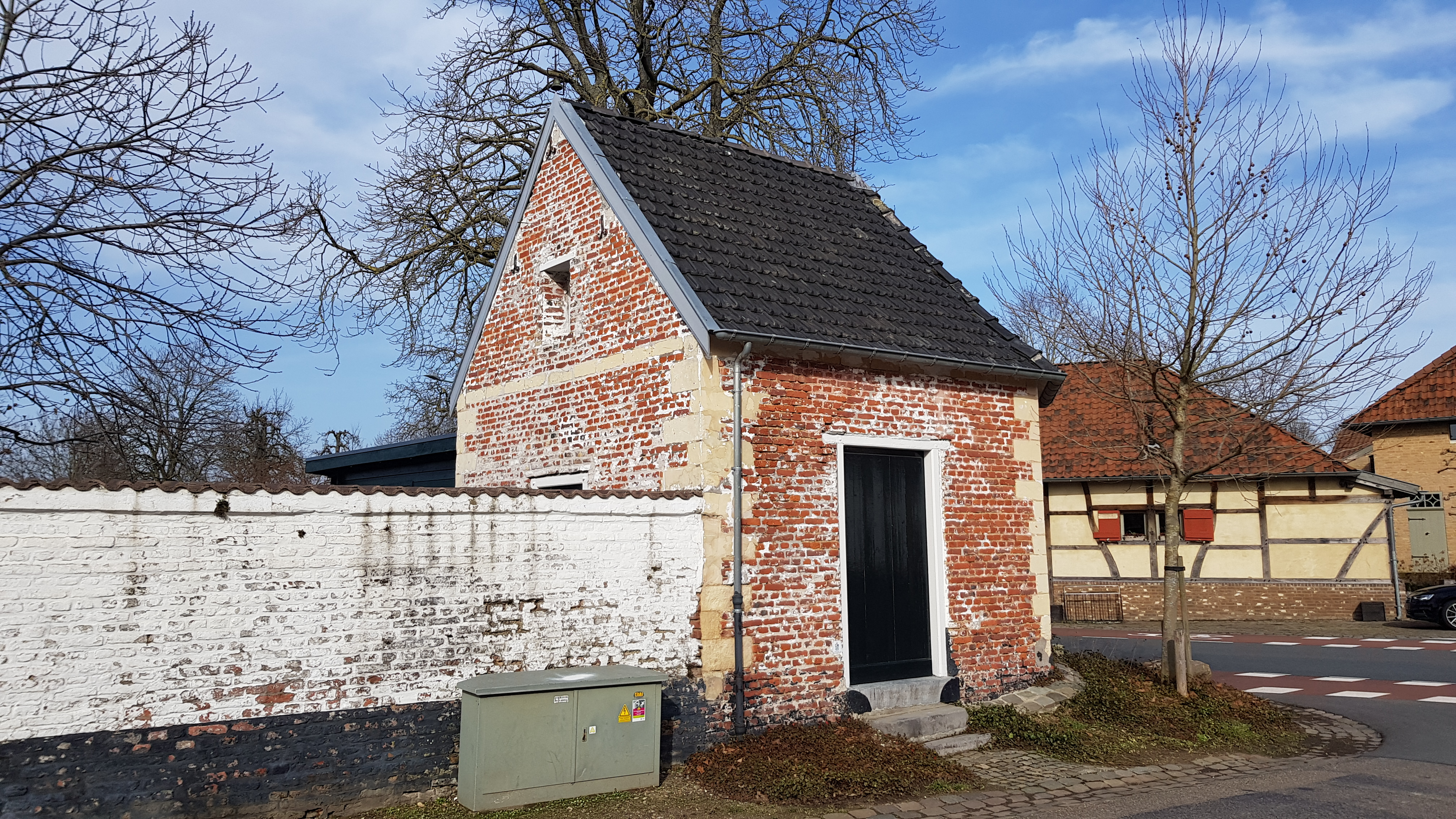
De kapel in februari 2021

De Kapel Hemersbach is een privékapel in Eckelrade in de Nederlands Zuid-Limburgse gemeente Eijsden-Margraten. De kapel staat aan het zuidwestelijke uiteinde van het dorp achter Hoeve Hemersbach aan de kruising Eckelraderweg-Steenbergerweg, waar de hoofdweg van het dorp uitkomt op de weg van Gronsveld naar Sint Geertruid.
Achter de kapel is aan de straatzijde tegen de achterwand een wegkruis met vliegerdak geplaatst.

## Geschiedenis
De herenhoeve Hemersbach stamt reeds uit de 13e eeuw en de huidige gebouwen dateren van 1750. In de 18e eeuw kwam de Oostenrijkse generaal Conrardus von Gramlich samen met zijn gezin in de herenhoeve wonen. Toen de zoon ernstig ziek was, beloofde de generaal om een kapel te bouwen indien zijn zoon beter zou worden. En zo geschiedde, de zoon werd beter en de generaal liet een kapel bouwen. Rond 1745-1750 werd de kapel gebouwd.
Op 14 maart 1967 werd de kapel ingeschreven in het rijksmonumentenregister.
In de 21e eeuw wordt de kapel af en toe gebruikt voor speciale gelegenheden, zoals het dopen van een kind. Ook houdt de jaarlijkse Mariaprocessie in mei een korte rustpauze bij de kapel.

## Bouwwerk
De kapel staat aan een kruising, overschaduwd door een oude kastanjeboom, en is ingebouwd in de muur rond de herenhoeve. De kapel is opgetrokken in baksteen met hoekbanden van Limburgse mergel, hetgeen lange tijd aan het zicht onttrokken was doordat de kapel wit geschilderd was. Het bouwwerk is opgetrokken op een rechthoekig plattegrond met driezijdige sluiting. De kapel heeft twee getoogde venstertjes waarvan de omlijsting uitgevoerd is in mergel.
In de kapel is er een klein altaar geplaatst en zijn er enkele banken. Vroeger stond er op het altaar een Mariabeeld met fluwelen mantel, maar dit beeld is verdwenen.